# نیونسنا
نیونسنا شهری در شهرستان ساپونه در استان بازگا در بورکینافاسوی مرکزی است و جمعیت آن ۲۱۷۵ نفر است.